# معالجات الحركة المساعدة من أبل
Apple M7 (الاسم الرمزي له Oscar) هو معالج مساعد للحركة استخدم من قبل شركة أبل. في أجهزة iPhone 5S, ipad Air, و آي باد ميني(الإصدار الثاني). وظيفته تقتضي بمعالجة البيانات من حساسات التسارع، الجيروسكوب, و حساس البوصلة، وإرسال البيانات إلى وحدة المعالجة المركزية (وحدة معالجة مركزية). تم الإعلان عنها في سبتمبر من عام 2013, واستخدمت أول مرة في هاتف آي فون 5 إس.
مدونة Chipworks وجدت بأن معالج M7 هو في الاصل دائرة متكاملة تدعى NXP LPC1800 مبنية على المعالج الدقيق LPC18A1. وتستخدم نواة ARM Cortex-M3 مع إعادة تصنيع وتخطيط للتذكير بأنها مصممة خصيصاً لأجهزة Apple.

## الاستعمال والوظيفة
معالج Apple M7 المساعد يجمع، ويعالج, ويخزن البيانات من الحساسات وإن كان الجهاز في وضع السكون(النوم),التطبيقات تستطيع أن تستعيد البيانات عندما يعود الجهاز للعمل مرة أخرى. وهذه الخاصية تساعد على توفير الطاقة التي يحتاجها الجهاز وتستنزفها البطارية.
يسمح معالج M7 للتطبيقات بالاستفادة منه من خلال واجهة برمجة التطبيقات لنواة الحركة في نظام آي أو إس 7, مثل السماح لتطبيقات الرياضة والصحة التي تتبع الحركة الفيزيائية للجسم من التعامل مباشرة مع بيانات معالج M7, دون الحاجة للوصول المستمر إلى المعالج الرئيسي A7. هذا يسمح للتطبيقات أن تدرك وتتعرف على حركة الجسم الحالية، مثل القيادة، المشي, الركض، النوم. ومثال آخر يمكن أن يكون بتتبع مسارات الحركة داخل المباني.

## معرض الصور

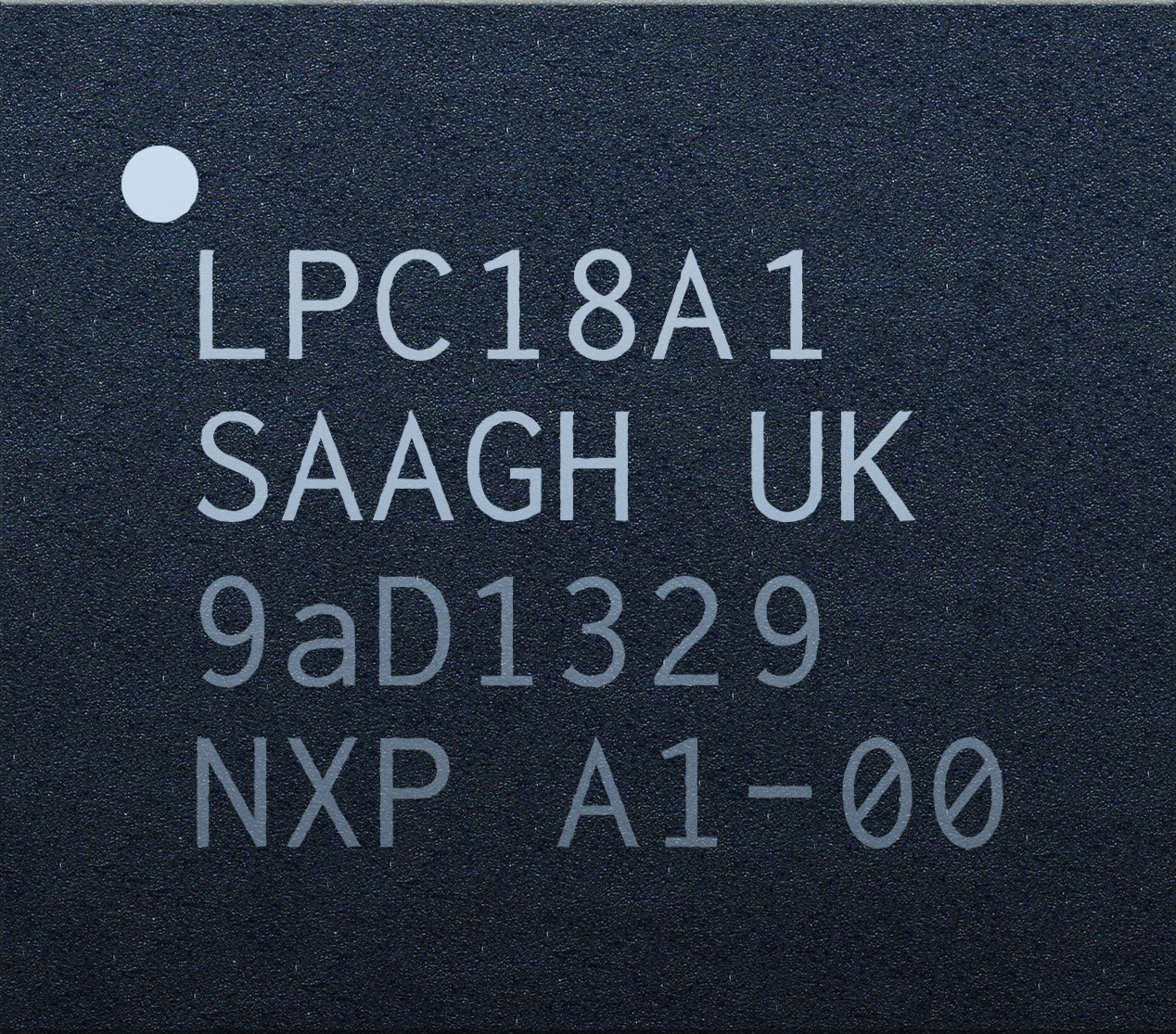
The LPC18A1, also known as the Apple M7. Manufactured week 29 in 2013.
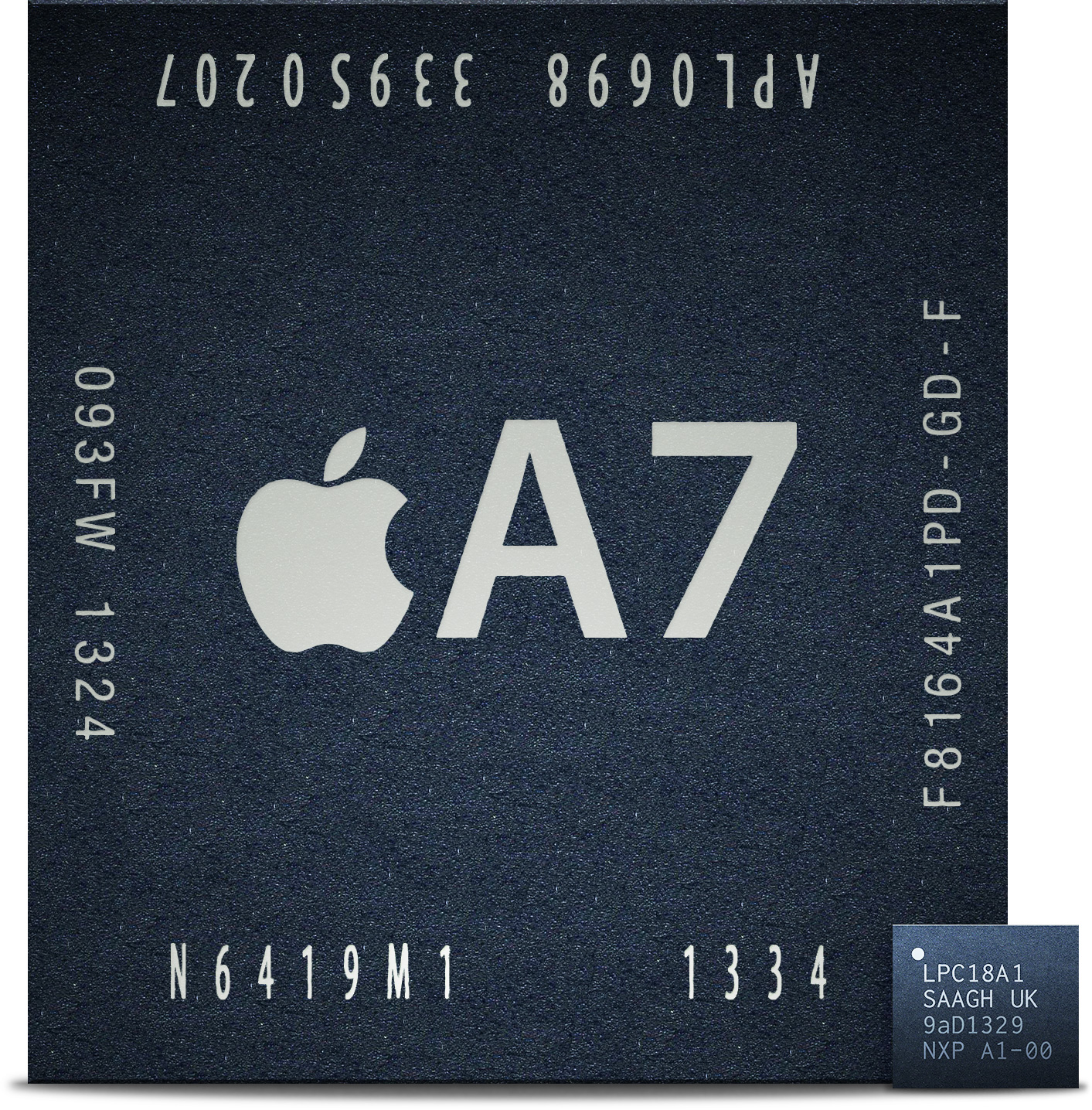
The size difference between the A7 and the smaller LPC18A1.
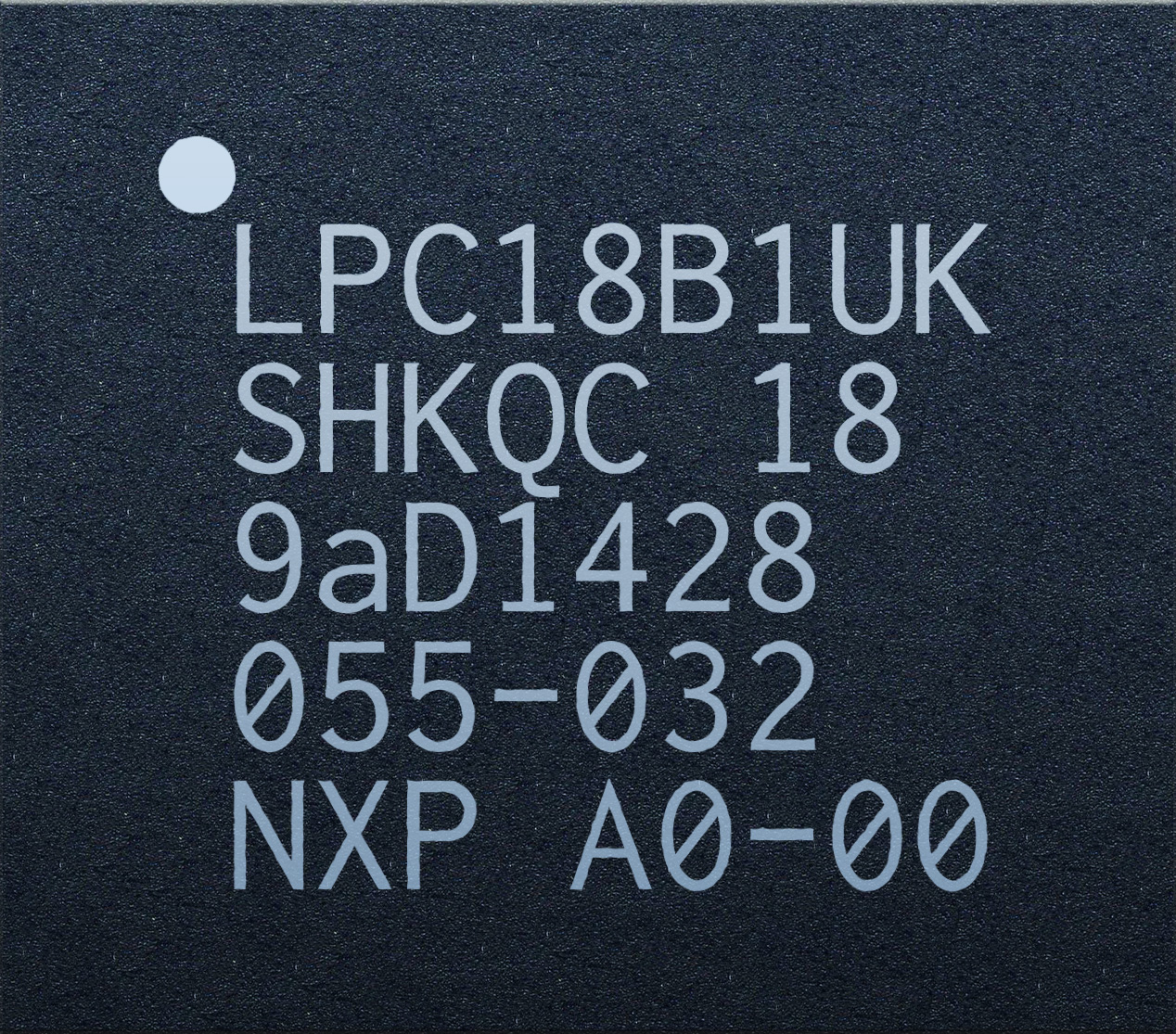
The LPC18B1, also known as the Apple M8. Manufactured week 28 in 2014.
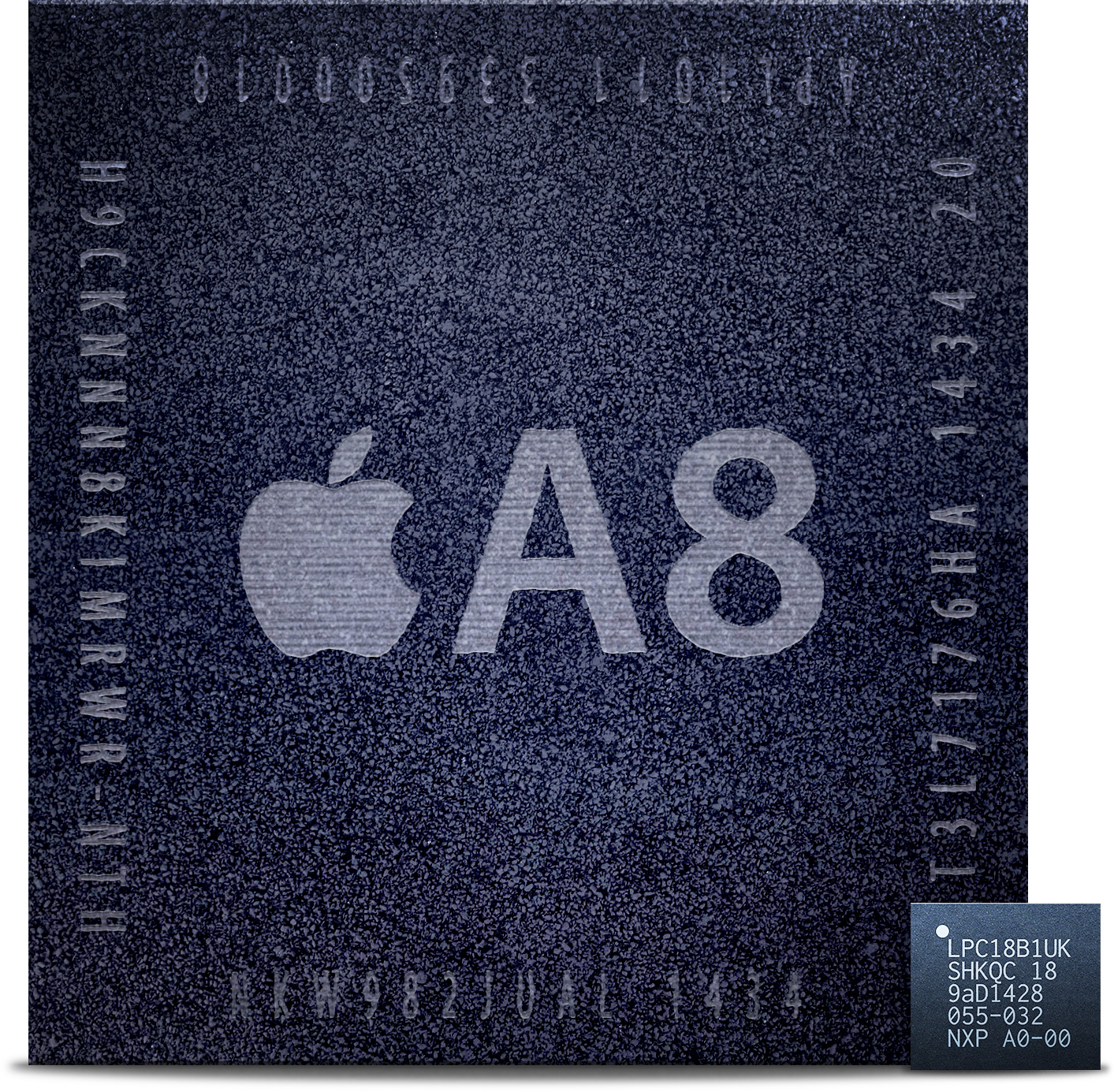
The size difference between the A8 and the smaller LPC18B1.